# سنگ‌ردیف

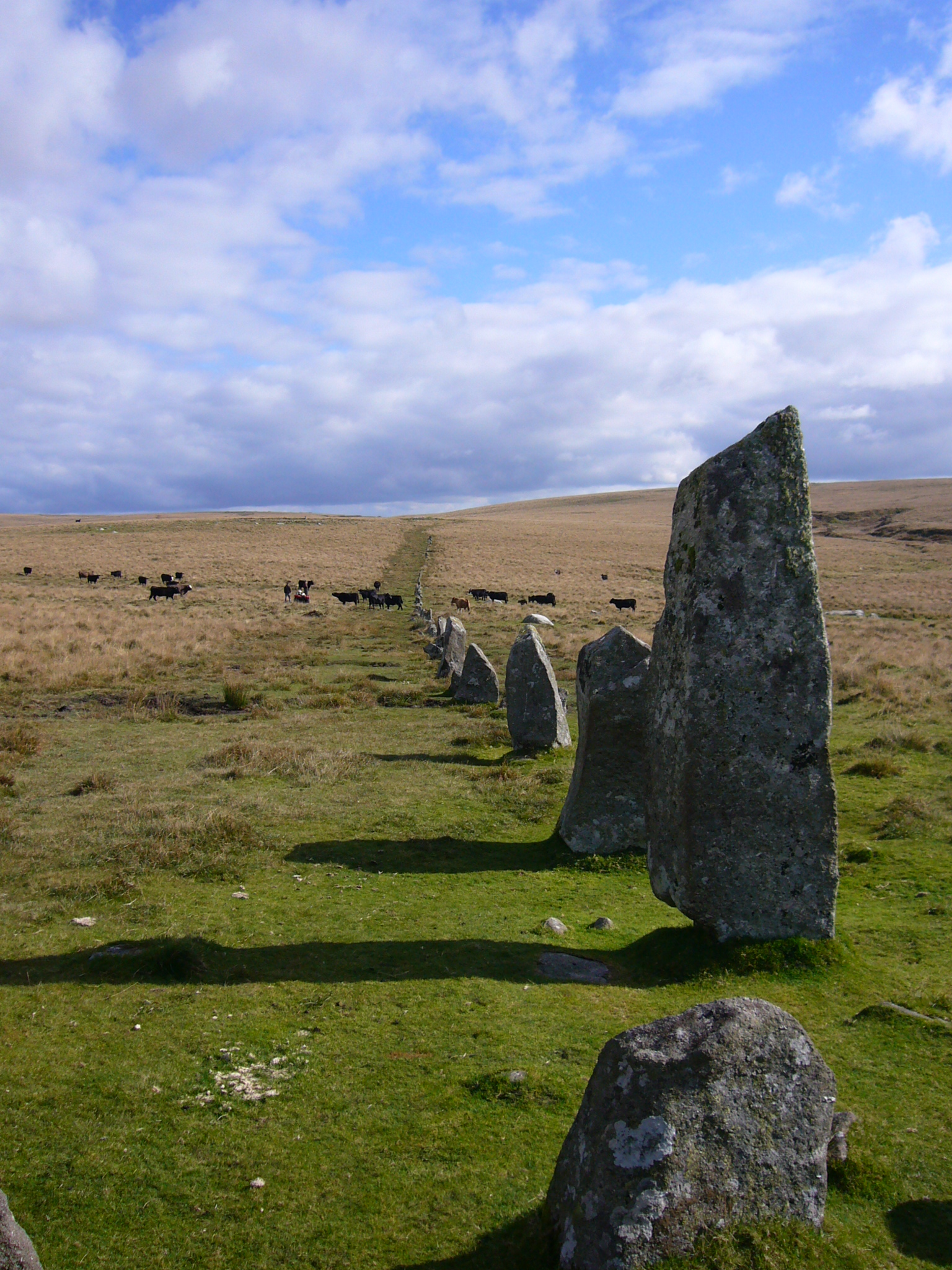
سنگ‌ردیف داون تور در دارت موور انگلستان

سنگ‌ردیف (انگلیسی: Stone row) یک سازماندهی خطی از خرسنگ‌های سنگ‌افراشت است که به فواصل منظم در راستای یک محور جای گرفته‌اند و قدمت آنها معمولاً به اواخر دوران نوسنگی یا اوایل عصر برنز می‌رسد. سنگ‌ردیف‌ها ممکن است مستقل یا جزئی از یک گروه باشند.